# Music on Top
Music On Top (Tiếng Hàn: 뮤직온탑) là một chương trình truyền hình âm nhạc Hàn Quốc phát sóng bởi JTBC. Nó được phát sóng trực tiếp vào Thứ Tư hằng tuần lúc 6:20 tối KST. Người dẫn chương trình hiện nay là Yoon Doo-joon của B2ST và diễn viên Lee Hyun-woo. Chương trình đã bị gián đoạn sau ngày 14 tháng 3 năm 2012 nhưng nó được thông báo sẽ trở lại vào một ngày không xác định trong tương lai; đây là hệ quả của việc có kết quả xếp hạng thấp (tương tự các chương trình có định dạng tương tự như  "K-Pop Con" của Channel A và "Show! K Music" của Maeil Broadcasting Network).

## Hệ thống điểm
Bắt đầu ngày 5 tháng 1 năm 2012, Music On Top sẽ được thực hiện trên hệ thống bảng xếp hạng. Điểm số được tính bởi các phân khúc sau:
1. Doanh thu âm thanh (50%)
2. Doanh thu bài hát (10%)
3. Đánh giá khảo sát người nghe (10%)
4. Bình chọn trực tuyến (15%)
5. Bảng điểm cố vấn (5%)
6. Bình chọn SNS thời gian thực (10%)

## Vị trí cao nhất
Tháng 1
- 05.01 - Trouble Makerhạng 1 - Trouble Makerhạng 1
- 12.01 - IUhạng 1 - 너랑 나 (You and I)hạng 1
- 19.01 - Không có chương trình <2012 Golden Disk Awards> - T-ARAhạng 1 - Lovey Doveyhạng 1
- 26.01 - T-ARAhạng 2 - Lovey Doveyhạng 2

Tháng 2
- 02.02 - T-ARAhạng 3 - Lovey Doveyhạng 3
- 09.02 - T-ARAhạng 4 - Lovey Doveyhạng 4
- 16.02 - FTISLANDhạng 1 - 지독하게 (Severely)hạng 1
- 22.02 - FTISLANDhạng 2 - 지독하게 (Severely)hạng 2
- 29.02 - FTISLANDhạng 3 - 지독하게 (Severely)hạng 3

Tháng 3
- 07.03 - miss Ahạng 1 - Touchhạng 1
- 14.03 - BIGBANGhạng 1 - Bluehạng 1
- 21.03 - Không có chương trình
- 28.03 - Không có chương trình

## Chủ trì

### Hiện nay
- Yoon Doo-joon (8 tháng 12 năm 2011 – nay)
- Lee Hyun-woo (8 tháng 12 năm 2011 – nay)

### MC khách mời
- Bang Min-ah (13 tháng 1 năm 2012)
- G.NA (9 tháng 2 - 7 tháng 3 năm 2012)
- Lee Jae-jin (14 tháng 3 năm 2012)
- Choi Min-hwan (14 tháng 3 năm 2012)

## Chương trình phổ biến
- SBS The Music Trend
- KBS Music Bank
- MBC Show! Music Core
- Mnet M! Countdown
- Arirang TV Pops in Seoul
- Arirang TV Simply K-Pop (trước đây gọi là The M-Wave và Wave K)
- MBC Music Show Champion
- SBS MTV The Show

## Liên kết
- http://enter.jtbc.co.kr/musicontop Lưu trữ ngày 21 tháng 1 năm 2014 tại Wayback Machine - Trang chủ (tiếng Hàn)